# Lisa (泰國歌手)
拉莉莎·玛诺班（羅馬化：Lalisa Manobal；出生名布蘭布里亞·瑪諾班； 1997年3月27日—），藝名Lisa（韓語：리사），泰國女歌手，韓國YG娛樂旗下女团BLACKPINK的成員。她也是YG娛樂成立以來首位出道的外籍成員，也是目前Instagram最多人追蹤的K-pop偶像，2016年8月8日以首張單曲專輯《Square One》出道，2021年9月10日，Lisa以單曲專輯《LALISA》正式個人出道。2024年，成立個人公司LLOUD，2025年於美國电视剧《白蓮花大飯店》作為演員身份出道。
Lisa在2022年8月29日MTV音樂錄影帶大獎與11月14日獲得了MTV歐洲音樂大獎獲得了「最佳K-POP」獎項，並在2024年9月11日再度拿下MTV音樂錄影帶大獎「最佳K-POP」獎項，成為了首位擁有兩座MTV獎項的韓國個人歌手。截至2023年9月，Lisa共獲得了八項吉尼斯世界纪录。2023年12月25日，Lisa的Instagram突破1億追蹤，成為首位突破1億追蹤的K-pop歌手。

## 生平與事業

### 1997年－2011年：早年生活及学校教育
Lisa於1997年3月27日出生於泰國武里南府，在曼谷长大，是獨生女。她的母親名為七提披（จิตทิพย์），繼父Marco P. Brüschweiler是泰籍瑞士人，是世界認可的頂級大廚，也在曼谷開設泰式廚藝學校。早年時Lisa曾在泰國與BamBam（JYP娛樂旗下男子音樂組合GOT7的成員）和Ten（SM娛樂旗下男子音樂組合NCT小分隊WayV的現任成員）隸屬於「We Zaa Cool」舞團。

### 2011年－2015年：YG娛樂練習生
Lisa曾隸屬於「We Zaa Cool」舞團，之後在2010年於YG娛樂泰國選拔賽上獲得第一名，以4000：1的機率成為海選中唯一入選的參賽者，2011年4月進入YG娛樂開始練習生的生涯，而她也是當時該娛樂公司設立以來第一位來自其他國家非韓國人的練習生。
|                                                                     | 她是YG娛樂20多年來第一個出道的外國歌手，但她外國人的身份並不是我讓她出道的理由。她參加選秀的影片讓我印象深刻，我當過舞者、歌手和製作人，所以幾秒內就能看出她的潛能。Lisa當時只有14歲，但她的氣勢和姿態異於常人，所以把她叫來韓國。 |
| ——YG娛樂創辦人梁玄錫曾於BLACKPINK出道Showcase受訪時給予Lisa的評價。 | |

Lisa擔任練習生時間為5年，在正式出道前，Lisa曾在2012年5月11日首度於官方YouTube頻道上傳的名為「Who's That Girl???」練習影片中首度亮相，然而即便當時官方除了年齡、一張照片與這段練習影像之外並未公開任何關於她的資訊。2013年年末開始在幕前曝光，參與了同經紀公司旗下團體BIGBANG成員太陽的第二張正規專輯《RISE》先行曲《Ringa Linga》的音樂錄影帶演出，2014年則開始與iKON成員B.I、BOBBY為YG娛樂聯合三星第一毛織共同創立的服飾品牌「NONAGON」一同擔任模特兒。

### 2016年至今：BLACKPINK時期-個人活動與評價

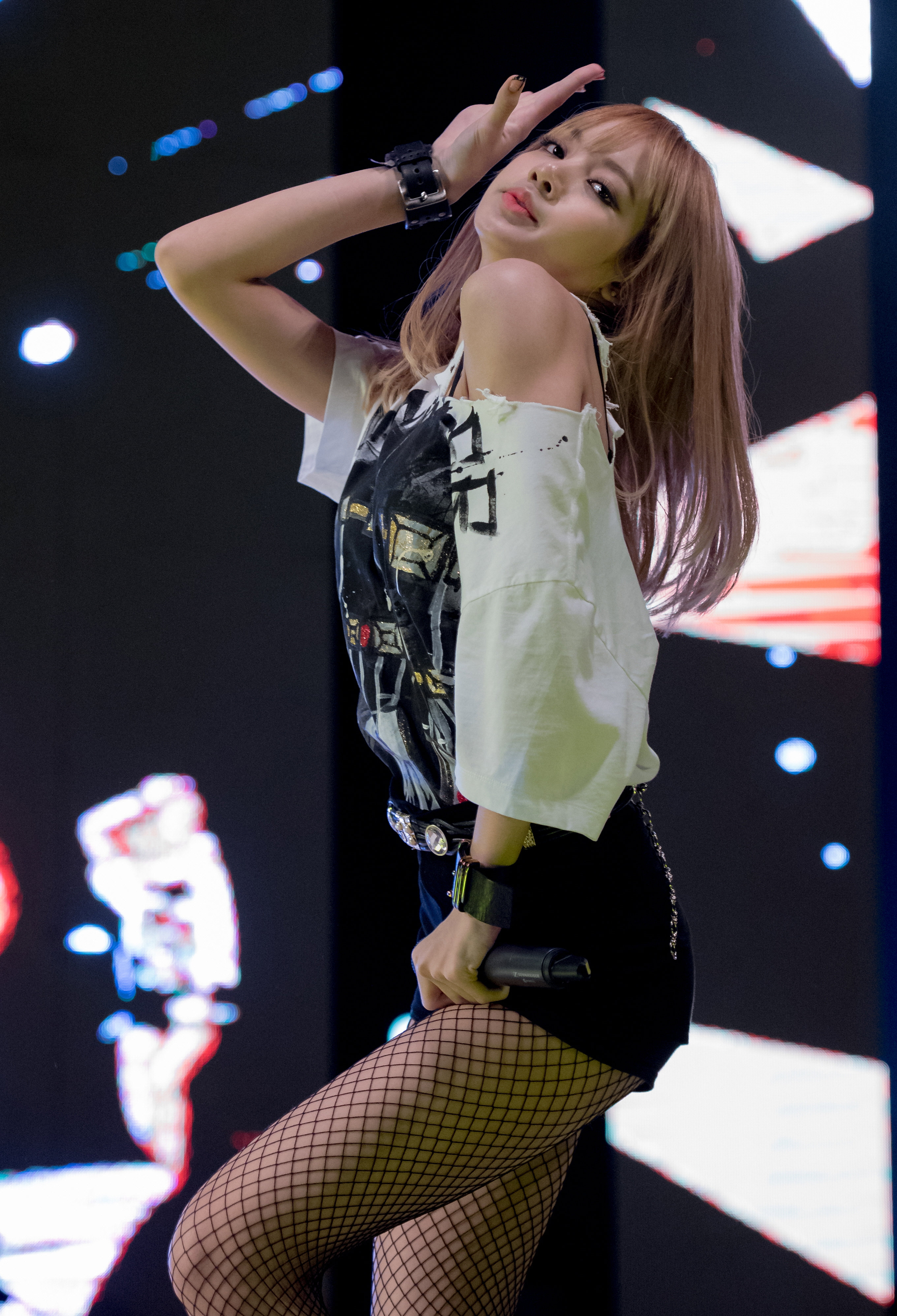
攝於2017年5月17日聖潔大學校慶

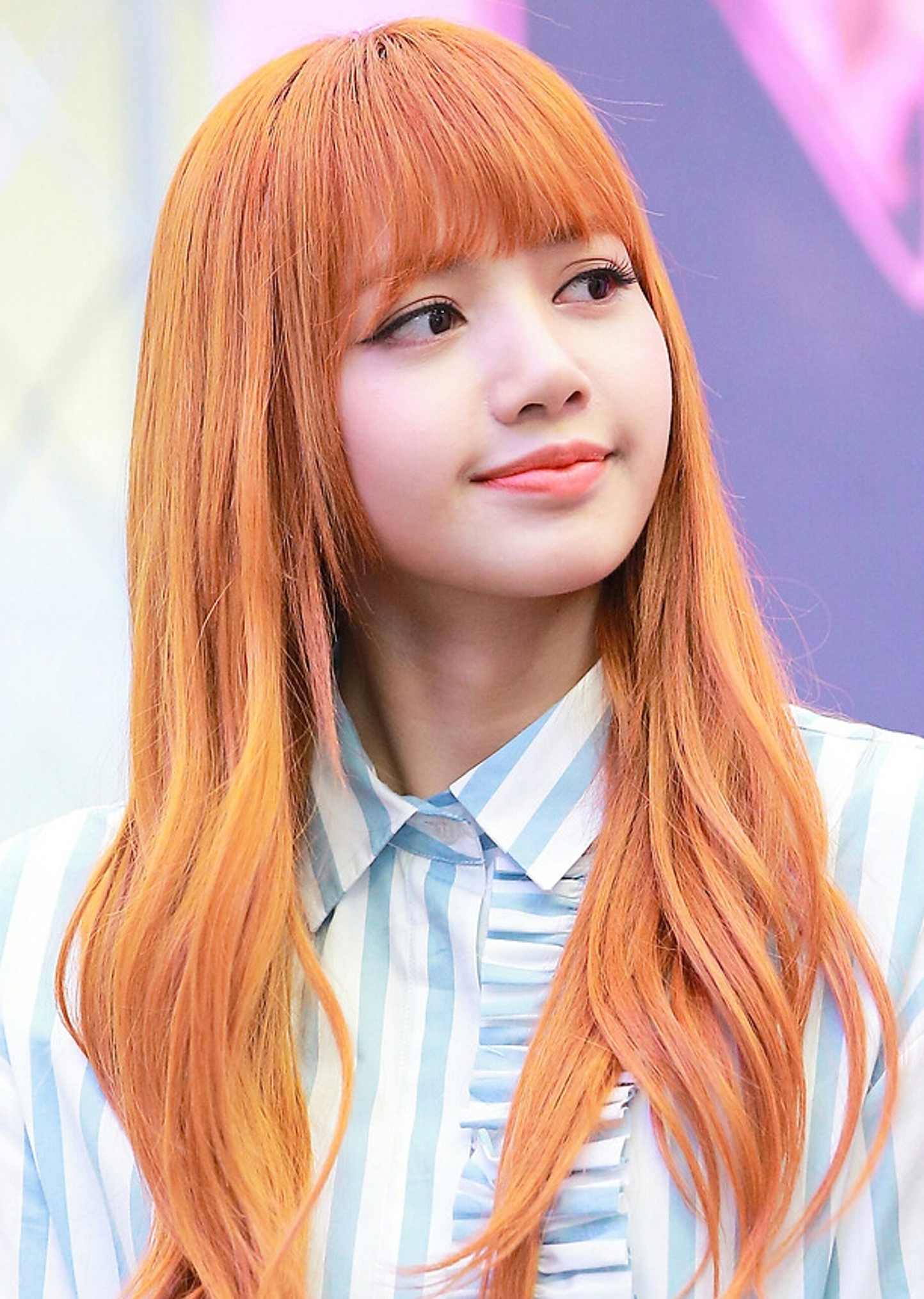
攝於2017年7月2日

2016年6月8日，YG娛樂公開BLACKPINK的第二位成員Lisa，成為新女團BLACKPINK的第二位官方公開的成員，隨後於同年8月8日正式出道，並隨組合發行首張單曲專輯《Square One》。
從出道至今，身為團體內主舞的Lisa總能在舞台上掀起風潮與話題性，2017年，Lisa上了韓國綜藝節目《認識的哥哥》展示了泰國年輕人間火紅的「摘星舞」、「計程車舞」，目前節目片段在YouTube上突破三千萬的瀏覽量，並且引爆了模仿熱潮。2020年，再次上綜藝後演繹「化妝舞」及「螃蟹舞」。其中「螃蟹舞」更是再次引起模仿風潮。其中「計程車舞」在YouTube上的觀看次數超過4000萬次的影片，而「螃蟹舞」更是高達8000萬次閱覽，在2022年2月22日更是突破1億觀看次數，成為該頻道首支突破1億觀看次數的影片。
2018年6月23日，Lisa隨著團體登上韓國綜藝節目《Idol Room》，在綜藝裡也展現對於舞蹈有著驚人的記憶力，因此被稱為「舞蹈超級電腦」、「舞蹈複製機」。
2018年6月15日，Lisa開設名為「lalalalisa_m」的個人Instagram帳號。
2018年11月5日，她發布了自己的YouTube頻道「Lilifilm Official」，主要放上生活與舞蹈相關影片。她在個人頻道上發佈的舞蹈影片總能掀起話題，此外，從出道以來Lisa在舞台上有過許多精彩的演出，其中在演唱會上，Lisa翻跳的查理·普斯的《Attention》以及杰森·德鲁罗的《Swalla》成為其著名的舞台表演。

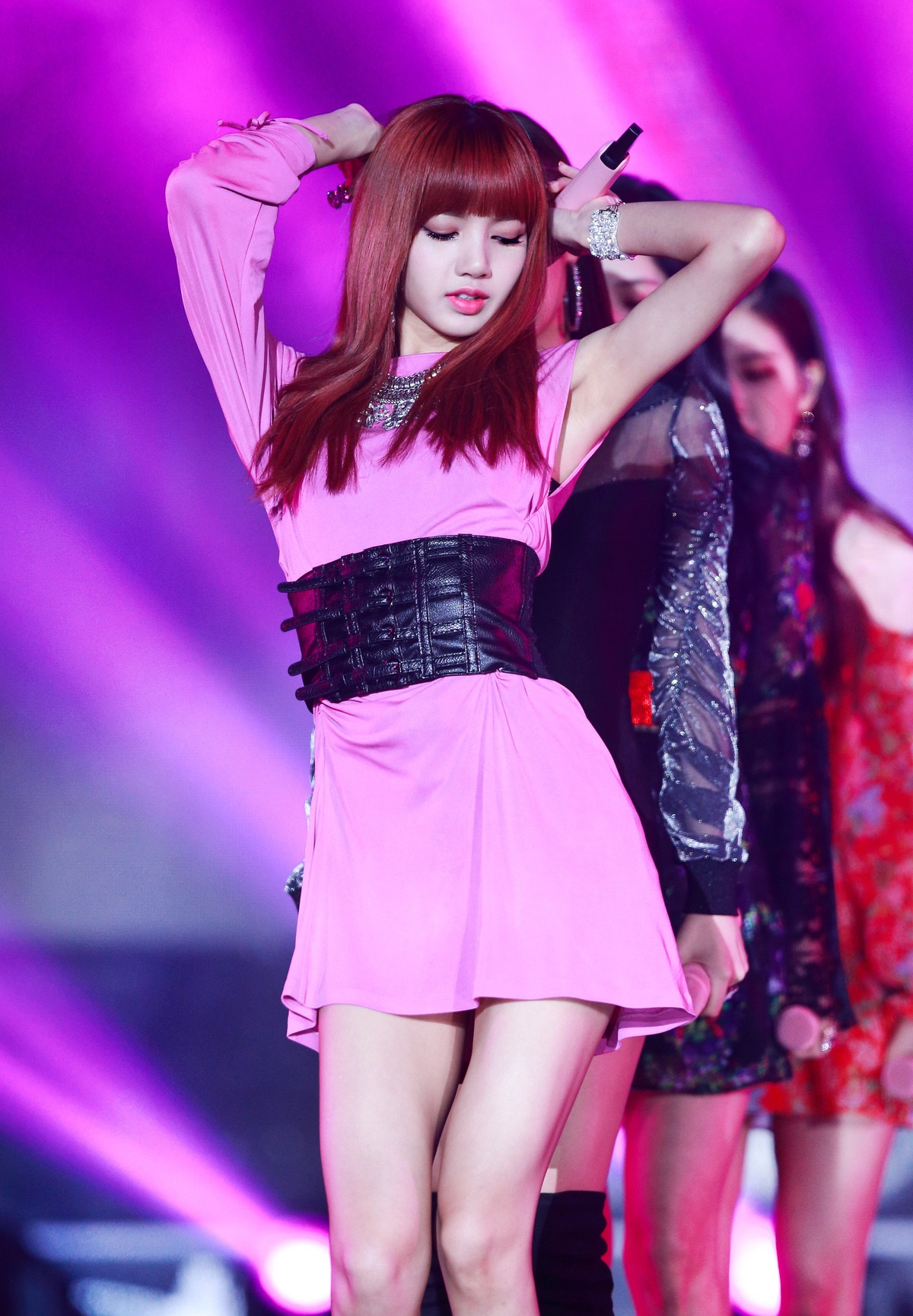
攝於2017年舞台

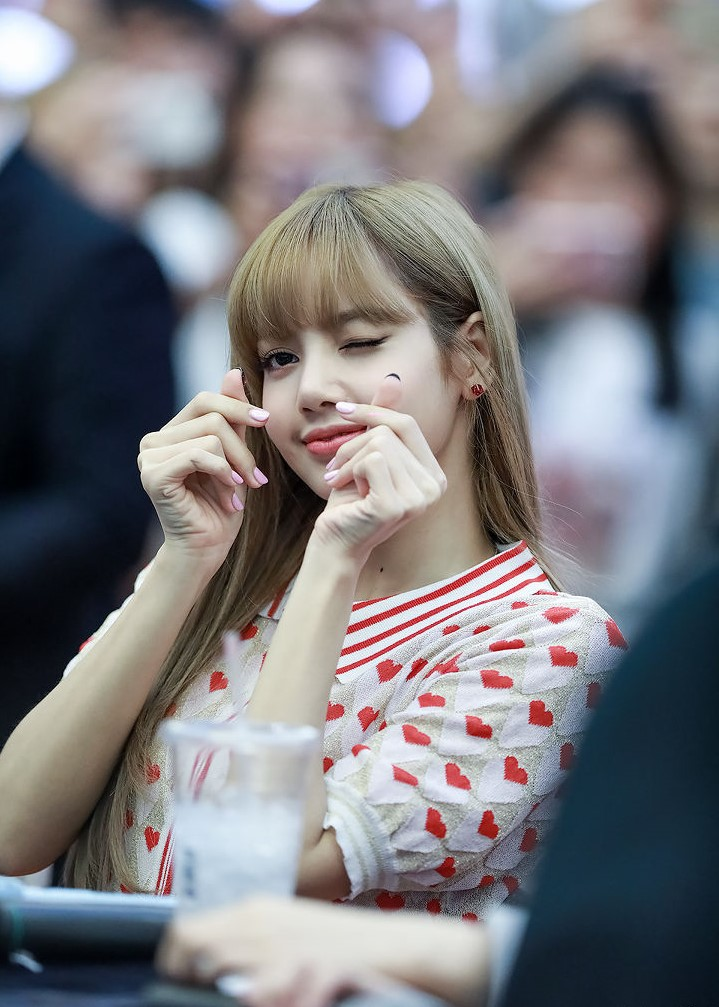
攝於2018年6月24日簽售會

2019年10月15日，Lisa進軍中國演藝圈，並且開始發展她在舞蹈上的才華，於愛奇藝製作的綜藝節目《青春有你2》中擔任「舞蹈導師」一職，她是首位被公開的導師，並以此節目獲得了許多的讚揚，展現她身為團內主舞的能力，並以此節目掀起極大的話題度。
自2018年發佈頻道開始，Lisa不只發佈了關於巡演的相關影片，更陸續放上許多舞蹈練習室影片或舞蹈表演影片。2020年4月20日，Lisa在自己的YouTube頻道上發布了第三部舞蹈表演影片，其中她使用了QUIN和6LACK的《Mushroom Chocolate》作為舞蹈音樂。該影片因一個模板而走紅，其中她穿著大腿靴的性感雙腿，上半身則是在角色或公眾人物的軀幹上，並帶有「Did it work?」的標題在推特上影起了強烈的迴響。名人包括桃莉·巴頓、斯蒂芬·科拜尔、詹姆斯·柯登、路克·伊凡斯和納斯小子也參與了這個推特趨勢活動，紛紛發布了自己和Lisa的腿的照片。該舞蹈影片成為她第一個於2021年在YouTube的個人頻道上的觀看次數超過8000萬次的影片。
在2021年1月，Lisa再次固定出席節目並成為導師，於《青春有你 (第三季)》中第二次擔任「舞蹈導師」一職。
2021年2月12日，Lisa在她的YouTube頻道上發布了她的第五部舞蹈表演影片「THE MOVIE」，並使用Destiny Rogers的歌曲《Tomboy》做為舞蹈音樂後，她的歌曲在每日Spotify更新中的流量增加了1939%。表演上傳到Youtube後不久，Rogers的歌曲和《Tomboy》進入了許多國家的iTunes和Apple Music排行榜，並且在Spotify上，這首歌進入了菲律賓播放列表的前200名和前10名。Rogers本人在推特上承認了這種情況，並感謝Lisa為這首歌注入了活力。該影片成為她第二個於2021年在YouTube的個人頻道上的觀看次數超過8000萬次的影片。

### 2021年：首張個人專輯《LALISA》
2021年，Lisa即將以個人的名義出道，而早在2020年12月，YG娛樂預告2021年Lisa將Solo出道，成為團內第三位個人出道的成員。8月23日，官方釋出個人出道海報。8月26日，官方再次釋出個人出道海報並宣布将於9月10日以個人身分正式出道。8月30日，釋出標題海報，正式告知主打歌曲同單曲專輯名為「LALISA」。9月7日，釋出歌單，包含主打曲《LALISA》，以及收錄曲《MONEY》。
2021年9月10日，Lisa發表首張個人單曲專輯《LALISA》，主打曲為《LALISA》，收錄曲為《MONEY》，正式開始了她的個人音樂事業與生涯，單曲專輯《LALISA》在全球上架，主打曲《LALISA》於當日9月10日旋即橫掃60個國家的iTunes音樂下載排行榜冠軍，截至2022年9月7日為止，共登上101個國家的iTunes音樂下載排行榜冠軍，刷新了韓國明星iTunes下載紀錄，收錄曲《MONEY》則登上了40個國家的iTunes音樂下載排行榜冠軍，在Spotify上，《LALISA》隨即拿下320萬次串流，收錄曲《MONEY》則是拿下230萬次串流。主打曲《LALISA》的音樂錄影帶在歌曲發行的同一天首播。該影片在美國東部標準時間上午12:00首映，吸引了超過870萬人同時在線觀看，在24小時內，《LALISA》達到7036萬次的觀看次數，並獲得500萬次的讚數。這支音樂錄影帶也讓她在10月8日獲得兩項金氏世界紀錄世界紀錄，包含『MV推出的首24小時內YouTube播放量最高的個人藝人音樂錄影帶』以及『MV推出的首24小時內YouTube播放量最高的K-pop個人藝人音樂錄影帶』，播放量首日為7360萬，打破了美國歌手泰勒·斯威夫特於2019年4月26日發布的歌曲《Me!》24小時觀看次數6520萬的紀錄，成為『MV推出的首24小時內YouTube播放量最高的個人藝人音樂錄影帶』的紀錄保持人。
Lisa的首張個人單曲專輯《LALISA》是她首次以個人身分進行的個人音樂活動，並因此展開了她的個人音樂事業，除了在音源及觀看次數上有有著卓越的成績，在銷售量上也屢破紀錄，9月13日，《LALISA》實體專輯開售9月10日當天售出了338,612張，成為銷售當日單週排行榜的冠軍。該專輯也登上Gaon Chart第37週的零售專輯榜冠軍。並於當日累積426,967張的銷售量。9月16日，《LALISA》實體專輯累積736,221張的銷售量，於Gaon專輯銷量週榜排名第一，並成為韓國女歌手歷史上首位首週銷量突破70萬的女藝人。
主打歌曲《LALISA》在發布不久後便擁有不錯的成績，9月17日，Lisa的主打曲《LALISA》在Spotify的首週達到1845萬次串流，成為首週擁有最大流媒的韓國歌曲，同日，Lisa通過主打歌曲《LALISA》於出道第7日在韓國有線音樂節目音樂銀行贏得了她的個人首個音樂表演冠軍，更成為了首位在韓國音樂節目獲得一位的外國藝人。9月18日，Lisa的主打曲《LALISA》在Spotify已經超過2500萬次收聽，成為Spotify史上韓國藝人最高週流媒，同時也登上全球YouTube 歌曲音樂錄影帶排行榜第1名，以及登上了全球YouTube歌曲Top 100的榜首。
9月21日，主打曲《LALISA》在告示牌百大單曲榜（Billboard Hot 100）上排名第84，同時這首歌也在告示牌全球二百大單曲榜和告示牌美國除外全球兩百大單曲榜上拿下全球排名第2的名次。此成績是Lisa個人出道首次進入告示牌熱百榜單。主打曲《LALISA》登上美國最暢銷曲目的第6名，收錄曲《MONEY》登上第8名，同時收錄曲《MONEY》更成為告示牌美國區該週最佳饒舌歌曲銷量第1名，也是韓國女藝人首位達成此成就的女饒舌歌手。
10月9日，收錄曲《MONEY》特別版影片在9月24日釋出後於今日突破一億觀看次數，歷時15天，成為Lisa首支破億的表演影片。10月19日，收錄曲《MONEY》登上告示牌全球二百大單曲榜第10名，告示牌美國除外全球兩百大單曲榜登上第7名，成為她第二首登上兩個榜單的歌曲。
Lisa開始於個人音樂活動之外，同時也開始與其他藝人以個人的名義展開合作，10月13日，Lisa首次與其他藝人合作，宣布將與DJ蛇王以及Ozuna及Megan Thee Stallion推出合作曲《SG》，而早在2021年4月，DJ蛇王就曾經在個人推特上表示將於Lisa展開合作，後續也多次表明將與Lisa合作歌曲。個人活動與首演屢獲佳績的同時，Lisa也逐漸開始與各國歌手展開合作，並成為團內首位與其他藝人展開合作的成員，於10月22日發表合作單曲《SG》，該曲同時也登上多國榜單。
收錄曲《MONEY》在發布後成績相當出色，10月13日位列Spotify是日熱曲（Today's Top Hits）榜單，登上了Today's Top Hits播放列表的前列，該榜單也是Spotify最大的播放列表，Lisa也在同日成為該列表封面人物，成為首位達成此成就的個人韓國藝人，而在10月15日更進入了Spotify的Pop Rising與Pop Sauce及New Music Friday歌單之中，並成為歌單封面人物，多次登上歌單封面。10月18日，收錄曲《MONEY》Spotify上的串流次數破億，距離發行只有37天，成為她第一首串流破億的歌曲，而在22天後，11月15日，《MONEY》的串流突破兩億。主打曲《LALISA》於10月27日串流破億，距發行只花了46天，成為她第二首串流破億的歌曲。11月2日與11月9日，收錄曲《MONEY》登上告示牌百大單曲榜（Billboard Hot 100）排名第90名與第93名，除了讓她成為告示牌熱百兩週的個人韓國女歌手，成為Lisa第二首登上告示牌百大單曲的歌曲，並成為首位全專輯歌曲都登上告示牌百大單曲的個人韓國女歌手，同時該曲也再次登上告示牌美國除外全球兩百大單曲榜第9名，更是成為她數週登上該榜單的歌曲。。11月19日，Lisa的Spotify月收聽人數達到最高28,626,697人，成為月收聽人數最高的韓國個人歌手。
《MONEY》不只登上Spotify是日熱曲（Today's Top Hits）榜單，甚至成為2021年TikTok上的熱門話題，被TikTok用戶用做韓國原創劇《魷魚游戲》模仿影片的背景音樂，在發布後的一個月內創建了超過300萬個影片，更成為韓國2021年最熱門的TikTok音樂，它是漣漪效應流行的代表性例子。《滾石雜誌》更把它列入2021年韓國流行音樂中最好的收錄曲之一。《告示牌》同時也將它列為2021年他們所選擇最好的25首韓國流行音樂歌曲之一。而截至2021年12月22日為止，Lisa成為歷史上在Spotify最快達到5億流媒的韓國個人歌手，Lisa自9月出道以來，在Spotify上的流媒量超過了5億次，成為韓國音樂史上創下最快紀錄的個人歌手，僅用時103天。另外，Lisa的《MONEY》成為唯一一首在Spotify全球排行榜上連續100天上榜的韓國流行音樂獨唱歌曲。
藉著個人首張單曲專輯《LALISA》，Lisa榮獲了許多獎項，在包含韓國的2021年Mnet亚洲音乐大奖、Gaon Chart Music Awards，及「亞洲流行音樂大獎」都獲得了多項獎項，同時這張個人專輯也在2021年Hanteo Music Awards中拿下許多獎項。在12月23日，韓國專輯銷量紀錄權威網站Hanteo （页面存档备份，存于）頒發給Lisa『女性個人藝人部門新紀錄的認證牌』與『初動銷量達到50萬張以上的黃金認證牌』，Lisa成為韓國首位實體專輯銷量突破半百萬張的個人歌手。Lisa在國際的影響力也逐漸蔓延至韓國，根據韓國文化振興院「2021年韓流白皮書」中提到，2021年最受歡迎的韓國歌手與組合前15名中，Lisa排名第4，顯現Lisa在世界的影響力。

### 2022年－2023年：獲得兩座MTV音樂錄影帶大獎與六項吉尼斯世界紀錄
憑藉著首張個人單曲專輯，Lisa也獲得了國際上的獎項，她被提名德國Bravo Otto獎的「最佳國際新人獎」，曾經以新人之姿獲得獎項的明星有碧昂絲、布蘭妮·斯皮爾斯與麥可·傑克森，Lisa在獲得提名後於2022年2月3日獲得此獎項，成為韓國首位個人明星首次獲得此獎項。這張專輯在音樂市場創下了卓越的成績，截至2022年2月，她在世界十大音樂市場皆拿下極好的成績，除了登上美國的告示牌百大單曲榜（Billboard Hot 100）、英國的英國單曲排行榜、德國的「單曲排行榜」榜單，這張專輯還登上了法國、日本、韓國區的「告示牌百大單曲榜」，並同時位列在加拿大、澳洲、荷蘭等多國國家音樂榜單上。而在2022年，《LALISA》的實體專輯銷售量也突破80萬張，使Lisa成為韓國個人女歌手首位銷量突破80萬的女歌手。
在發布個人首張單曲專輯後，她屢創佳績，2022年5月11日，她的個人YouTube頻道突破1000萬訂閱。7月30日，她在個人頻道內發布的第五部舞蹈表演影片「THE MOVIE」突破一億觀看次數，成為她個人頻道內首支破億的原創舞蹈影片。自2021年9月推出首張個人專輯《LALISA》截至8月為止，不僅在美國《告示牌（Billboard）》霸榜長達41週，並登上8月第一週熱門歌曲的冠軍，成為首位獲得此殊榮的韓國女歌手。
而在2022年中，是她生涯的一大巔峰之一，7月29日，她被提名MTV音樂錄影帶大獎的「最佳K-POP」獎項，成為首位獲得提名的韓國個人歌手，更於8月29日成為首位在MTV音樂大獎獲得獎項的韓國個人歌手。10月12日，Lisa再次獲得提名，她在2022年MTV歐洲音樂大獎的獎項「BEST K-POP」中被提名，成為歷史上兩項MTV提名的韓國個人藝人，並於11月14日獲得了該獎項，她成為了首位擁有兩座MTV獎項的韓國個人歌手。
Lisa在金氏世界紀錄上獲取數次佳績，她分別為在2022年獲得『MV推出的首24小時內YouTube播放量最高的個人藝人音樂錄影帶』、『MV推出的首24小時內YouTube播放量最高的K-pop個人藝人音樂錄影帶』、『Instagram上擁有粉絲數最多的K-pop藝人』、『MTV音樂錄影帶大獎史上第一個獲獎的K-pop個人歌手』、『MTV歐洲音樂大獎史上第一個獲獎的K-pop個人歌手』等獎項。2023年，她獲得了『在Spotify上最快達到10億流媒的K-pop個人女藝人』以及『首張K-pop個人藝人在Spotify上達到10億流媒的專輯（2首曲目）』、『擁有第一首在Spotify播放量突破10億次播放量的K-pop個人歌曲』等共八項世界紀錄。而除了獲得金氏世界紀錄的榮譽之外，2024年11月18日，〈MONEY〉收聽量突破10億次，Spotify官方更是親自頒發獎牌給予Lisa。她成為Spotify最快達到10億流量的韓國個人女藝人。
除了音樂上的成就，在2023年，Lisa也獲得了多方位的成就，11月22日，Lisa與她的BLACKPINK成員們在白金漢宮被英國國王查爾斯三世授予大英帝國員佐勳章(MBE)，感謝她們通過提高年輕人的環保意識為抗擊氣候變化。
此外，社交媒體上，Lisa也在今年獲得了許多突破，12月25日，Lisa的Instagram突破1億追蹤，自2018年開啟個人帳號以來，以5年零6個月的時間突破1億大關，成為首位突破1億追蹤的韓國藝人。12月29日，YG娛樂發表聲明，Lisa將不再與YG娛樂簽訂個人合約。

### 2024年－2025年：成立個人公司LLOUD、再度獲得MTV音樂錄影帶大獎
2024年1月26日，Lisa出席法國Le Gala des Pièces JaunesLe Gala演出了兩首歌曲《LALISA》與《MONEY》，為她的個人音樂生涯做預熱，2024年2月8日，通過個人Instagram帳號，Lisa宣布成立個人公司LLOUD，負責藝人經紀管理事務，開啟自己的個人音樂生涯。
2024年2月13日，HBO官方宣佈，Lisa將加入美劇《白蓮花大飯店》第三季，她將使用她的名字Lalisa Manobal，在這齣美劇以演員身份出道。4月10日，Lisa的個人經紀公司LLOUD宣布將與美國唱片公司RCA唱片簽約，她將加入RCA唱片公司發行個人音樂。
2024年6月18日，Lisa宣布將在6月28日推出新曲《超級巨星》，8月6日，她宣布將與歌手蘿莎莉雅推出合作歌曲《New Woman》，歌曲於8月16日推出。
2024年9月11日，她以個人身份出席MTV音樂錄影帶大獎，並在舞台上表演《ROCKSTAR》與《New Woman》兩首全新單曲，同時在這一天獲得了她第二座音樂錄影帶大獎，再度榮獲「最佳K-POP」獎項。2024年9月28日，Lisa作為全球公民节的領銜歌手進行演出。在演出期間，她演唱了多首個人歌曲《LALISA》、《MONEY》、《ROCKSTAR》與《New Woman》，另外演出了即將發行的單曲《Moonlit Floor》，該曲於10月4日正式發行。2024年10月16日，Lisa在維多利亞的秘密時尚秀中登台演出，表演了新曲《ROCKSTAR》與《Moonlit Floor》。同時Lisa宣布了她2024年亞洲「粉絲見面會」巡演，從11月11日開始，該巡演包括五場演出。
2024年11月19日，Lisa透過個人公司LLOUD宣佈將在2025年2月28日發行首張錄音室專輯《ALTER EGO》。
2025年3月2日，Lisa在第97届奥斯卡金像奖颁奖典礼上演唱007电影《你死我活》同名主题曲，成为首位登上奥斯卡舞台的KPOP艺人。

## LLOUD
LLOUD（英語：LLOUD）是一間藝人經紀娛樂公司。2024年由BLACKPINK成員Lisa成立，目前旗下藝人有Lisa。

## 音樂作品

### 錄音室專輯
| 專輯 | 專輯資料                                                                    | 曲目 |
| 1st  | 《ALTER EGO》 - 數位版發行日期：2025年2月28日 - 語言：英語 - 實體專輯銷量： | 曲目 1. born again (feat. doja cat and raye） 2. rockstar 3. elastigirl 4. thunder 5. new woman (feat.rosalía） 6. FXCK UP THE WORLD (feat.future） 7. rapunzel ft. megan thee stallion 8. moonlit floor 9. when i’m with you (feat.tyla） 10. BADGRRRL 11. lifestyle 12. chill 13. dream 14. FXCK UP THE WORLD ( vixi solo version ) 15. rapunzel ( kiki solo version ) |

### 單曲
| 單曲 | 單曲資料                                                                                           | 曲目 |
| ---- | -------------------------------------------------------------------------------------------------- | --- |
| 1st  | 《ROCKSTAR》 - 數位版發行日期：2024年6月28日 - 語言：英語 - 销量：數位單曲、實體專輯               | 曲目 1. ROCKSTAR 2. ROCKSTAR (Extended) 3. ROCKSTAR (Instrumental) 4. ROCKSTAR (Sped Up) 5. ROCKSTAR (Slowed Down) |
| 2nd  | 《New Woman》(feat.蘿莎莉雅) - 數位版發行日期：2024年8月16日 - 語言：英語 - 销量：數位單曲         | 曲目 1. New Woman                                                                                                  |
| 3rd  | 《Moonlit Floor》 - 數位版發行日期：2024年10月4日 - 語言：英語 - 销量：數位單曲                    | 曲目 1. Moonlit Floor                                                                                              |
| 4th  | 《Born Again》(feat.蜜桃貓朵佳、蕾伊) - 數位版發行日期：2025年2月7日 - 語言：英語 - 销量：數位單曲 | 曲目 1. BORN AGAIN                                                                                                 |

### 單曲專輯
| 專輯 | 專輯資料 | 曲目                                                         |
| 1st  | 《LALISA》 - 數位版發行日期：2021年9月10日 - 語言：韓語、英語 - 實體專輯銷量：717,434+ - Kit版銷量: 60,000+ - 黑膠銷量: 35,866+ - 總銷量: 813,300 | 曲目 1. LALISA 2. MONEY 3. LALISA（Inst.） 4. MONEY（Inst.） |

### 合作歌曲
| 年份   | 日期     | 歌手   | 收錄專輯          | 歌曲    | 備註                         |
| ------ | -------- | ------ | ----------------- | ------- | ---------------------------- |
| 2021年 | 10月22日 | DJ蛇王 | 不適用            | SG      | 與Ozuna及Megan Thee Stallion |
| 2023年 | 4月25日  | 太阳   | 《Down to Earth》 | Shoong! | [ 91 ]                       |

### 創作歌曲
| 發行年份 | 發行日期 | 歌曲名稱  | 收錄專輯 | 作曲 | 填詞 | 備註               | 來源   |
| -------- | -------- | --------- | -------- | ---- | ---- | ------------------ | ------ |
| 2021年   | 10月22日 | SG        | 單曲     |      |      | 合作曲             | [ 92 ] |
| 2024年   | 06月26日 | ROCKSTAR  | 單曲     |      |      | 個人公司首支單曲   | [ 93 ] |
| 2024年   | 08月16日 | New Woman | 單曲     |      |      | 個人公司首支合作曲 | [ 94 ] |

### 翻唱歌曲
| 日期          | 歌手       | 歌曲名稱   | 原收錄專輯            | 舞台表演                   | Rap填詞 | 編舞 | 舞台設計 | 備註         | 來源   |
| ------------- | ---------- | ---------- | --------------------- | -------------------------- | ------- | ---- | -------- | ------------ | ------ |
| 2017年8月13日 | Miguel     | Sure Thing | 《All I Want Is You》 | 韓國綜藝《Party People》   |         |      |          | 團體表演歌曲 | [ 95 ] |
| 2021年1月31日 | 蜜桃貓朵佳 | SAY SO     | 《Hot Pink》          | 首場線上演唱會「THE SHOW」 |         |      |          | solo表演歌曲 | [ 96 ] |

## 影視作品

### 電視劇
| 年份   | 頻道 | 劇名                   | 角色 | 來源   |
| ------ | ---- | ---------------------- | ---- | ------ |
| 2025年 | HBO  | 《白蓮花大飯店》第三季 | Mook | [ 97 ] |

### 音樂錄影帶
| 年份   | 發佈日期 | 歌曲名稱                                     |
| ------ | -------- | -------------------------------------------- |
| 2021年 | 9月10日  | LALISA                                       |
| 2021年 | 10月22日 | SG （與 DJ蛇王、Ozuna及Megan Thee Stallion） |
| 2024年 | 6月28日  | ROCKSTAR                                     |
| 2024年 | 08月16日 | NEW WOMAN （與蘿莎莉雅）                     |

### 特別版影片
| 年份   | 發佈日期 | 歌曲名稱 |
| ------ | -------- | -------- |
| 2021年 | 9月23日  | MONEY    |

### 個人頻道
| 年份   | 日期        | 節目名稱          | 備註                     |
| ------ | ----------- | ----------------- | ------------------------ |
| 2018年 | 11月5日至今 | Lilifilm Official | 舞蹈以及Vlog類型個人節目 |
| 2024年 | 1月30日至今 | LLOUD Official    | 個人公司官方頻道         |

### 綜藝節目
| 年份   | 日期                | 電視臺  | 節目名稱                   | 備註       |
| ------ | ------------------- | ------- | -------------------------- | ---------- |
| 2017年 | 7月14日、21日及27日 | OnStyle | 《Lisa TV（魅力 TV）》     | [ 105 ]    |
| 2018年 | 9月21日 - 11月2日   | MBC     | 《真正的男人300》          | [ 106 ]    |
| 2020年 | 3月12日 - 5月30日   | 愛奇藝  | 《青春有你 (第二季)》      | 舞蹈導師   |
| 2021年 | 2月18日 - 5月1日    | 愛奇藝  | 《青春有你 (第三季)》      | 舞蹈導師   |
| 2021年 | 5月20日             | Mnet    | 《Kingdom》                | 特別演出   |
| 2024年 | 8月16日             | YouTube | 《雖然沒準備什麼菜》第三季 | 第一集嘉賓 |

### 參演音樂錄影帶
| 年份   | 日期    | 歌手 | 收錄專輯          | 歌曲                    | 來源    |
| ------ | ------- | ---- | ----------------- | ----------------------- | ------- |
| 2013年 | 11月9日 | 太陽 | 《RISE》          | Ringa Linga（링가링가） | [ 109 ] |
| 2023年 | 4月25日 | 太陽 | 《Down to Earth》 | Shoong!                 | [ 91 ]  |

## 巡迴粉絲見面會

### 個人粉絲見面會
| 1st Lisa Fan Meetup in Asia 2024 | 1st Lisa Fan Meetup in Asia 2024 | 1st Lisa Fan Meetup in Asia 2024 | 1st Lisa Fan Meetup in Asia 2024 |
| 日期                             | 地點                             | 舉行地點                         |                                  |
| -------------------------------- | -------------------------------- | -------------------------------- | -------------------------------- |
| 2024年11月11日                   | 新加坡                           | 新加坡室內體育館                 |                                  |
| 2024年11月13日                   | 泰國曼谷                         | BITEC Live                       |                                  |
| 2024年11月15日                   | 印度尼西亞雅加達                 | Beach City International Stadium |                                  |
| 2024年11月17日                   | 臺灣高雄                         | 高雄巨蛋                         |                                  |
| 2024年11月19日                   | 香港                             | 亞洲國際博覽館                   |                                  |

## 出版物

### 攝影集
2020年3月12日，Lisa通過YG Entertainment（YG娛樂）發行了限量版攝影集，名為「0327」，Lisa一直對於攝影有著極高的興趣，時常在社群軟體上公開自己的攝影照片，特意通過生日發行自己的攝影集，完全由膠片相機所拍攝的照片組成的個人攝影集，並且親自準備與編輯照片。該攝影集於2020年3月27日Lisa生日那天發布。
2021年3月17日，Lisa再次發行攝影集「0327 vol.2」，內容同樣收錄許多Lisa所拍攝的底片照片，並於Lisa生日當天2021年3月27日發行。
2021年12月8日，為了紀念第一次個人出道，同時感謝粉絲支持第一張單曲出道專輯，Lisa出版了第一本限量寫真集，收錄了個人出道的未公開的花絮照片。
2022年3月8日，為了慶祝生日，Lisa第三次發行攝影集「0327 vol.3」，內容同樣收錄許多Lisa所拍攝的底片照片，並於Lisa生日當天2022年3月27日發行。
| 發行日期      | 書名                                    |
| ------------- | --------------------------------------- |
| 2020年3月27日 | 《0327》                                |
| 2021年3月27日 | 《0327 vol.2》                          |
| 2022年1月10日 | 《-LALISA-PHOTOBOOK [SPECIAL EDITION]》 |
| 2022年3月27日 | 《0327 vol.3》                          |
| 2023年3月27日 | 《0327 vol.4》                          |

## 時尚事業

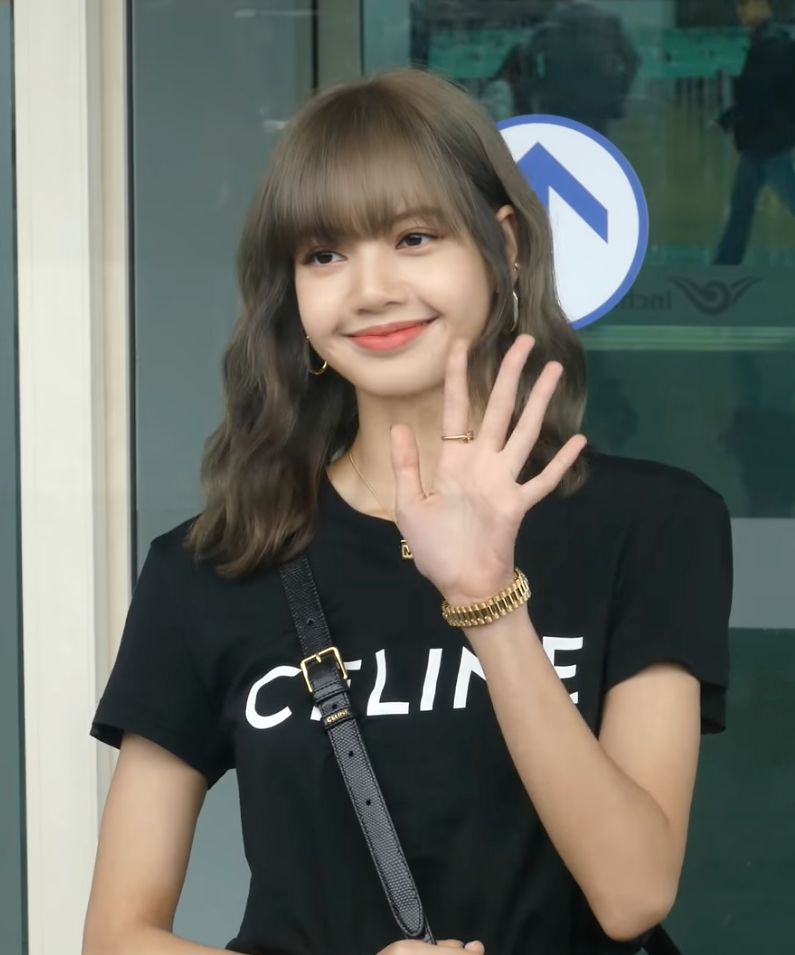
攝於2019年06月21日仁川機場

Lisa自出道以來便受多個時尚品牌喜愛，2018年9月12日，她曾受邀參與Michael Kors（Capri Holdings）於紐約舉辦的2019年春秀系列時裝週。2020年2月22日，Lisa參加普拉達（PRADA）於義大利米蘭舉辦的2020年秋冬系列女裝時裝週。
Lisa於2018年開始便與思琳（CELINE）展開合作，形象總監Hedi Slimance在上任後第一款設計的「The 16 Bag」在未發行時給予Lisa，讓她成為全球首背的亞洲藝人，而在2019年，CELINE將Lisa推上韓國《DAZED》2月號封面，是他們第一個合作的雜誌封面，也因此展開了長期合作關係。她曾受邀出席該品牌的時裝週，分別於2019年6月23日思琳2019男裝時裝秀，以及2019年9月28日思琳2020春夏女裝時裝秀，並曾在2020年9月22日至2024年7月23日，成為思琳（CELINE）的全球品牌大使。她曾與思琳（CELINE）合作宣傳高級訂製香水系列「PARADE香水」廣告並展開全球行銷宣傳活動，拍攝全球數位廣告與戶外廣告，於亞洲、美洲與歐洲等多國國家上線。Lisa也為思琳（CELINE）走過兩場秀場，包含2021年12月3日，思琳（CELINE）發佈位於法國尼斯所舉辦的2022年夏季女裝「BAIE DES ANGES」系列，Lisa以「模特兒」的身分登上該場時尚秀的伸展台，這是她首次登上時尚伸展台走秀，宣傳2022年夏季女裝成衣，不只是成為了2022年夏季女裝成衣的代言人，更是首位韓國女星走上伸展台走秀，以及她走過的第二場秀，於2022年5月4日發佈位在法國巴黎所舉辦的2022年冬季女裝「DANS PARIS」系列。
在2024年與思琳（CELINE）的合約到期後，2024年03月06日，Lisa出席Louis Vuitton2024巴黎時裝周秋冬女裝大秀，並引起了騷動，在看秀後不久，7月23日，Louis Vuitton官方宣佈Lisa成為了該品牌全球品牌代言人。
在2020年至2022年期間，Lisa曾與美妝品牌MAC展開合作，在2020年10月19日成為他們的全球代言人，並在2021年11月12日，Lisa與MAC合作推出聯名彩妝系列「M·A·C x L」，此次由Lisa擔任此次系列的美妝創意總監，包含她親自設計的外殼、全新色號，那是MAC的明星企劃，也是Lisa第一個自己設計的彩妝系列商品，該商品也於全球銷售，成為MAC的熱賣商品 英國《VOGUE》更把這個聯名美妝系列列為2021年最重要的17個美麗時刻。
Lisa與奢侈品牌Bulgari擁有長期的合作關係，2019年，Lisa登上泰國《BAZAAR》5月號封面，成為了她與Bulgari第一個合作的封面，並出席2019年10月29日寶格麗於首爾舉辦的活動。2020年8月20日，Lisa被正式選為代表意大利奢侈品牌Bulgari的韓國區品牌代言人。作為寶格麗的代言人，她參加了「Serpenti」和「B. Zero1」系列的廣告活動。
2020年12月18日，Bulgari在宣布了Lisa成為韓國區品牌代言人之後，他們決定展開更廣大的合作關係，於今日正式宣布Lisa成為該品牌的全球品牌代言人。2021年6月18日，Lisa為Bulgari宣傳2021年Magnifica珠寶大秀，並戴上價值92萬美元的寶格麗項鍊進行宣傳。在宣傳珠寶秀後，Bulgari以Lisa為形象啟動全球行銷宣傳活動，除了宣傳第三個合作的珠寶系列，也是寶格麗本季宣傳的頂級珠寶「Magnifica」中的「Diva's Dream」珠寶系列，也再次宣傳「B. Zero1」系列珠寶、腕錶，並同時展開全球行銷宣傳活動，拍攝全球數位廣告與戶外廣告，於亞洲、美洲與歐洲等多國國家上線，Lisa在6月27日成為香港《VOGUE》雜誌、泰國《VOGUE》和台灣《VOGUE》雜誌七月號封面人物以此宣傳。除了全球推廣活動以及雜誌推封外，Lisa在韓國國內也展開了推廣活動。7月20日，Lisa為Bulgari以全球品牌代言人的身分於首爾舉辦的「寶格麗色彩 BVLGARI COLORS」拍攝形象照，並戴上寶格麗「Heritage」典藏系列，價值79萬美元的頂級紅寶石與鑽石項鍊，以及價值39萬美元的紅寶石手鏈。Lisa也與Bulgari合作推出兩次聯名腕錶，分別在2023年1月14日推出，「Bvlgari Bvlgari X Lisa 限量款腕錶」，及2024年2月2日推出，腕錶由Lisa親自參與設計，展開的奢侈品牌聯名合作。
2021年2月16日，ANDAM Fashion Awards法國時尚大獎宣布2021年度評審名單，Lisa更成為了該獎項的「評審」，在時尚界擁有了全新身份。
Lisa已經累積登上了5國的《VOGUE》封面，包含2021年6月日本《VOGUE》雜誌封面，並於2022年登上美國時尚雜誌《V (美國雜誌)》，成為2022年主刊的秋季刊封面人物，是該雜誌自1999年創刊以來首位登上主刊封面的亞洲面孔。2024年更是登上《ELLE》9月刊封面。
截至2024年，Lisa不只為國際奢侈品牌Louis Vuitton全球品牌代言人、BVLGARI全球品牌代言人、時尚品牌Kith (brand)品牌代言人，與美國耳機品牌Bose合作代言，同時也擔任泰國國民品牌DENTISTE、應用程式TrueID品牌代言人。

### Lisa與時尚品牌的合作
路易威登（Louis Vuitton）
| 日期           | 國家/地區 | 舉行地點 | 類別       | 內容                           | 備註    |
| -------------- | --------- | -------- | ---------- | ------------------------------ | ------- |
| 2024年03月06日 | 法國      | 巴黎     | 巴黎時裝周 | Louis Vuitton 2024秋冬女裝大秀 | [ 153 ] |

思琳（Celine）
| 日期          | 國家/地區 | 舉行地點                          | 類別       | 內容                      | 備註             |
| ------------- | --------- | --------------------------------- | ---------- | ------------------------- | ---------------- |
| 2019年6年23日 | 法國      | 巴黎榮軍院（Hotel des Invalides） | 巴黎時裝周 | 2019年 男裝時裝秀         | [ 154 ]          |
| 2019年9月28日 | 法國      | 巴黎榮軍院（Hotel des Invalides） | 巴黎時裝周 | 2020年 春夏女裝時裝秀     | [ 117 ]          |
| 2021年12年3日 | 法國      | 尼斯天使灣與酒店Le Negresco       | 線上時裝秀 | 2022年 夏季女裝時裝秀     | 首場伸展台走秀   |
| 2022年5月4日  | 法國      | 榮譽軍人院與海軍府                | 線上時裝秀 | 2022年 冬季女裝時裝秀     | 第二場伸展台走秀 |
| 2022年6年27日 | 法國      | 東京宮                            | 巴黎時裝周 | 2023年 春夏男裝系列時裝秀 | [ 155 ]          |
| 2023年2年11日 | 法國      | Le Palace                         | 紐約時裝周 | 2023年 秋冬男裝系列時裝秀 | [ 156 ]          |
| 2023年2月24日 |           | 首爾                              | 活動站台   | CELINE首爾活動            | [ 157 ]          |

寶格麗（Bulgari）
| 日期           | 國家/地區 | 舉行地點 | 類別       | 內容                                           | 備註    |
| -------------- | --------- | -------- | ---------- | ---------------------------------------------- | ------- |
| 2019年10月29日 |           | 首爾     | 活動站台   | BVLGARI首爾活動                                | [ 158 ] |
| 2021年6月3日   | 義大利    | 米蘭     | 線上珠寶秀 | Magnifica頂級珠寶秀                            | [ 137 ] |
| 2021年7月20日  |           | 首爾     | 活動站台   | 「寶格麗色彩 BVLGARI COLORS」展覽              | [ 141 ] |
| 2022年1月23日  |           | 首爾     | 活動站台   | 首爾「Magnifica 高級珠寶」展覽                 | [ 159 ] |
| 2022年6月6日   | 法國      | 巴黎     | 珠寶展覽   | Eden the Garden of Wonders高級珠寶與高級鐘錶展 | [ 160 ] |
| 2022年10月18日 |           | 首爾     | 活動站台   | 寶格麗Avrora Awards                            | [ 161 ] |

## 影響力
Lisa經常被引用為對韓國音樂界音樂家在同一領域工作的其他人的影響。通過採訪，韓國女團Nature前成員，現中國女團NAME成員李佳佳和已解散的女團HOT ISSUE西班牙華裔成員Mayna透露，Lisa是她們的榜樣。
根據文化體育觀光部和韓國國際文化交流財團組織的「2021海外韓流調查」，Lisa與韓國音樂家G-Dragon、IU、PSY一起被列為20位「海外最受歡迎韓國歌手」。該調查收集了全球18個國家的數據，包括中國、印度、澳大利亞、南非和俄羅斯。共有8500名15歲至59歲的男性和女性參與了調查。
在品牌價值上，Lisa帶給CELINE的影響力廣大，2019年，Lisa在Instagram上發布該款式後，CELINE的Triomphe包的全球搜索量在6月28日躍升了66%。Lisa所穿的Celine 2021 夏季系列產品的大量詢問而實現的，根據韓國媒體Star News的報導，CELINE品牌宣布，由於人們一直表現出對於Celine Triomphe包的巨大興趣，也被大眾稱為「Lisa的包」，已經有一段時間斷貨了，而該包款據透露是Lisa所使用的
。2020年9月開始，Lisa成為CELINE的官方全球品牌大使，從2020年1月至2021年6月，她在Celine的54條Instagram帖子中累積了27億次展示。據報導，Lisa為該品牌贏得了8090萬美元的媒體價值。她的每篇帖子都帶來了大約5000萬次展示和150萬美元。據Lefty聯合創始人Thomas Repelski進一步分析，因為得益於大量的互動，Lisa為CELINE創造的近90%的媒體價值。而在珠寶代言上，Lisa代言的BVLGARI珠寶獲得了205萬次提及和超過200.6億次潛在印象，帶給了BVLGARI極大的收益，Lisa代言的兩個寶格麗系列珠寶「Serpenti」系列以及「B. Zero1」系列也獲得了多數售鑿。此外，2020年她作為MAC全球大使的公告發布的帖子收到了超過560萬個贊和7.4萬條評論。深入研究數據，僅Lisa的帖子就在MIV®中產生了183萬美元，MAC的公告帖子在MIV®中產生了50.6萬美元，成為了他們2020年的頂級品牌帖子，此外，MAC中Lisa代言的相關產品也很快就銷售一空。
2021年10月31日，Lisa在万圣节这天扮演了韓國熱門原創網劇《鱿鱼游戏》裡頭的經典形象「木頭人娃娃」，並且和隊友Jisoo一起拍照并且上传instagram，打破了instagram七项纪录。
Lisa在泰國的影響力廣大，2021年，她在首張單曲專輯的主打歌音樂錄影帶中身穿泰國傳統服飾，同時也因為這支音樂錄影帶而融入的大量泰國元素，更意外的讓曼谷觀光成為熱門搜尋關鍵字。其中Lisa身穿的泰國傳統飾品也隨之熱賣，讓疫情期間的泰國觀光業也依然能夠成為熱門話題，對此，武里南府教育部授予Lisa「為支持教育做出貢獻，成為武南府兒童和青少年的好榜樣」的牌匾，展現Lisa在泰國的強大影響力。
根據韓國文化振興院「2021年韓流白皮書」中提到，2021年最受歡迎的韓國歌手與組合前15名中，Lisa排名第4，她的個人出道單曲專輯《LALISA》中的兩首歌是2021年韓國以外的新聞媒體被提及最多的項目，顯現Lisa在世界的影響力。
2019年4月，她成為Instagram上最受關注的K-pop偶像，當時擁有1740萬粉絲。截至2022年8月，她成為第一個也是唯一一個擁有 8000 萬粉絲的 K-pop 偶像，因此她繼續在平台上創造參與度和粉絲數量記錄。2021年12月19日，她的個人Instagram帳號追蹤人數突破7000萬，是韓國藝人首位突破7000萬追蹤人數的藝人。2023年12月25日，Lisa的instagram突破1億追蹤，成為首位突破1億追蹤的韓國藝人，更成為首位也是唯一一個擁有1億粉絲的K-pop偶像。

## 獎項與榮譽

### 勳章

#### 外国勋章
- 英国
  -  大英帝國員佐勳章（MBE）：2023

### 世界紀錄
| 認證機構     | 年份 | 世界紀錄                                                  | 紀錄持有人     | 參考資料 |
| ------------ | ---- | --------------------------------------------------------- | -------------- | -------- |
| 金氏世界紀錄 | 2021 | 24小時內YouTube播放量最高的個人藝人音樂錄影帶             | Lisa〈LALISA〉 | [ 5 ]    |
| 金氏世界紀錄 | 2021 | 24小時內YouTube播放量最高的K-pop個人藝人音樂錄影帶        | Lisa〈LALISA〉 | [ 5 ]    |
| 金氏世界紀錄 | 2022 | Instagram上擁有粉絲數最多的K-pop偶像                      | Lisa           | [ 10 ]   |
| 金氏世界紀錄 | 2022 | MTV音樂錄影帶大獎史上第一個獲獎的K-pop個人歌手            | Lisa           | [ 10 ]   |
| 金氏世界紀錄 | 2022 | MTV歐洲音樂大獎史上第一個獲獎的K-pop個人歌手              | Lisa           | [ 10 ]   |
| 金氏世界紀錄 | 2023 | 在Spotify上最快達到10億流媒的K-pop個人女藝人              | Lisa           | [ 11 ]   |
| 金氏世界紀錄 | 2023 | 首張K-pop個人藝人在Spotify上達到10億流媒的專輯（2首曲目） | Lisa《LALISA》 | [ 12 ]   |
| 金氏世界紀錄 | 2023 | 擁有第一首在Spotify播放量突破10億次播放量的K-pop個人歌曲  | Lisa〈MONEY〉  | [ 76 ]   |

### 大型頒獎典禮獎項
| 年份   | 頒獎典禮                                    | 獎項                       | 提名項目                        | 結果 | 來源           |
| ------ | ------------------------------------------- | -------------------------- | ------------------------------- | ---- | -------------- |
| 2021年 | Mnet亞洲音樂大獎（Mnet Asian Music Awards） | 最佳女歌手                 | Lisa                            | 提名 |                |
| 2021年 | Mnet亞洲音樂大獎（Mnet Asian Music Awards） | 最佳舞蹈表演(個人)         | 《LALISA》                      | 提名 |                |
| 2021年 | Mnet亞洲音樂大獎（Mnet Asian Music Awards） | Global Top 10 Fan's Choice | Lisa                            | 獲獎 | [ 60 ]         |
| 2021年 | Mnet亞洲音樂大獎（Mnet Asian Music Awards） | 最佳編舞師                 | Leejung / 歌曲：Lisa - Money    | 獲獎 | [ 61 ]         |
| 2021年 | Mnet亞洲音樂大獎（Mnet Asian Music Awards） | 最佳製作人                 | TEDDY / 專輯：Lisa - 《LALISA》 | 獲獎 | [ 61 ]         |
| 2021年 | 亞洲流行音樂大獎                            | 年度最佳女歌手             | Lisa                            | 提名 | [ 173 ] [ 63 ] |
| 2021年 | 亞洲流行音樂大獎                            | 海外年度歌曲               | 《LALISA》                      | 獲獎 | [ 173 ] [ 63 ] |
| 2021年 | 亞洲流行音樂大獎                            | 年度製作                   | 《LALISA》                      | 提名 | [ 173 ] [ 63 ] |
| 2021年 | 亞洲流行音樂大獎                            | 大眾選擇獎                 | Lisa                            | 獲獎 | [ 173 ] [ 63 ] |
| 2021年 | 亞洲流行音樂大獎                            | 最佳舞蹈表演               | 《MONEY》                       | 提名 | [ 173 ] [ 63 ] |
| 2021年 | 亞洲流行音樂大獎                            | 海外年度TOP 20歌曲         | LALISA                          | 獲獎 | [ 173 ] [ 63 ] |
| 2021年 | 亞洲流行音樂大獎                            | 海外年度最佳專輯TOP 20     | 《LALISA》                      | 獲獎 | [ 173 ] [ 63 ] |
| 2021年 | 首爾歌謠大賞（Seoul Music Awards）          | 本賞                       | 《LALISA》                      | 提名 | [ 174 ]        |
| 2021年 | 首爾歌謠大賞（Seoul Music Awards）          | 韓流賞                     | Lisa                            | 提名 | [ 174 ]        |
| 2021年 | 首爾歌謠大賞（Seoul Music Awards）          | 人氣賞                     | Lisa                            | 提名 | [ 174 ]        |
| 2021年 | Gaon Chart Music Awards                     | Mubeat 全球選擇獎（女性）  | Lisa                            | 獲獎 | [ 62 ]         |
| 2022年 | 德國Bravo Otto獎                            | 最佳國際新人獎             | Lisa                            | 獲獎 | [ 69 ]         |
| 2022年 | MTV音樂錄影帶大獎                           | 最佳K-POP                  | LALISA                          | 獲獎 | [ 7 ] [ 8 ]    |
| 2022年 | MTV歐洲音樂大獎                             | 最佳K-POP                  | LISA                            | 獲獎 | [ 75 ] [ 9 ]   |
| 2024年 | MTV音樂錄影帶大獎                           | 最佳K-POP                  | ROCKSTAR                        | 獲獎 | [ 84 ]         |
| 2024年 | MTV歐洲音樂大獎                             | 最佳合作獎                 | New Woman                       | 獲獎 | [ 175 ]        |
| 2024年 | MTV歐洲音樂大獎                             | 最佳粉絲獎                 | Lisa                            | 獲獎 | [ 175 ]        |

### 韓國音樂節目榜單排名
| 主打歌曲排名成績 | 主打歌曲排名成績 | 主打歌曲排名成績      | 主打歌曲排名成績    | 主打歌曲排名成績       | 主打歌曲排名成績 | 主打歌曲排名成績        | 主打歌曲排名成績     | 主打歌曲排名成績 | 主打歌曲排名成績 |
| 專輯 | 歌曲 | Mnet 《M! Countdown》 | KBS2 《Music Bank》 | MBC 《Show! 音樂中心》 | SBS 《人氣歌謠》 | MBC M 《Show Champion》 | SBS MTV 《THE SHOW》 | 冠軍 次數        | 備註             |
| 2021年 | 2021年 | 2021年                | 2021年              | 2021年                 | 2021年           | 2021年                  | 2021年               | 2021年           | 2021年           |
| --- | --- | --------------------- | ------------------- | ---------------------- | ---------------- | ----------------------- | -------------------- | ---------------- | ---------------- |
| LALISA | LALISA | 2                     | 1                   | 8                      | 2                | 2                       | /                    | 1                | 個人出道 初一位  |
| 无专辑单曲 | ROCKSTAR | /                     | /                   | /                      | /                | /                       | /                    | 0                |                  |
| \| - 「*」：打榜中 - 「(1)」：兩星期冠軍 - 「[1]」：三星期冠軍 - 「{1}」：四星期冠軍 \| - 「/」表示未有相關資料 - 「 」：該段時期未有設立排行榜 - 取得《M! Countdown》、《人氣歌謠》、《Show Champion》、《THE SHOW》三週一位後，排名自動除外 \| | |                       |                     |                        |                  |                         |                      |                  |                  |
| - 「*」：打榜中 - 「(1)」：兩星期冠軍 - 「[1]」：三星期冠軍 - 「{1}」：四星期冠軍 | - 「/」表示未有相關資料 - 「 」：該段時期未有設立排行榜 - 取得《M! Countdown》、《人氣歌謠》、《Show Champion》、《THE SHOW》三週一位後，排名自動除外 |                       |                     |                        |                  |                         |                      |                  |                  |

| 各台冠軍歌曲獎座統計 | 各台冠軍歌曲獎座統計 | 各台冠軍歌曲獎座統計 | 各台冠軍歌曲獎座統計 | 各台冠軍歌曲獎座統計 | 各台冠軍歌曲獎座統計 |
| Mnet                 | KBS                  | MBC                  | SBS                  | MBC Music            | SBS MTV              |
| -------------------- | -------------------- | -------------------- | -------------------- | -------------------- | -------------------- |
| 0                    | 1                    | 0                    | 0                    | 0                    | 0                    |
| 一位總數：1          |                      |                      |                      |                      |                      |

### 網路票選成績
2021年12月28日，美國電影網站TC Candler公布百大美顏排行榜，獲得第一名。
| 年份   | 項目                                                                   |
| ------ | ---------------------------------------------------------------------- |
| 2016年 | - TC Candler全球100張最美面孔第41名                                    |
| 2017年 | - 年度一百位最美的K-Pop面孔第92名 - TC Candler全球100張最美面孔第15名  |
| 2018年 | - TC Candler全球100張最美面孔第9名                                     |
| 2019年 | - TC Candler全球100張最美面孔第3名 - TCCASIA 亚太区最美一百张脸孔第1名 |
| 2020年 | - TCCASIA 亚太区最美一百张脸孔第1名 - TC Candler全球100張最美面孔第2名 |
| 2021年 | - TC Candler全球100張最美面孔第1名                                     |
| 2022年 | - TC Candler全球100張最美面孔第3名                                     |

## 外部連結
| - Lisa韓國官方網站 （页面存档备份，存于） （） （英文） （简体中文） （日語） - Lisa的Instagram帳戶 - YouTube上的Lisa頻道 - Lisa的TikTok （页面存档备份，存于） - Lisa的新浪微博（被封鎖） 寵物的Instagram - L家族的Instagram帳戶 | 维基共享资源 上的相关多媒体资源： Lisa |